# 瑶山木姜子
瑶山木姜子（学名：Litsea yaoshanensis），为樟科木姜子属下的一个植物种。